# Concattedrale di San Pietro (Terralba)
La concattedrale di San Pietro è il principale luogo di culto cattolico di Terralba, in provincia di Oristano, concattedrale della diocesi di Ales-Terralba.

## Storia
La cattedrale di Terralba, ricostruita a partire dal 1821 in forma tardo-barocca sul sito della più antica cattedrale romanica del 1144 voluta dal vescovo Mariano I, ha orientamento simile a quello attuale con abside semicircolare.
Ai primi dell'Ottocento l'antica cattedrale si trovava in uno stato di pessima conservazione, si decise perciò di demolirla per far posto ad una nuova struttura.
I lavori iniziarono nel 1820 e il progetto originario, solo parzialmente realizzato, prevedeva una cupola all'incrocio tra la navata principale ed il transetto. Tra il 1822 ed il 1833 viene edificata la navata centrale e le cappelle laterali, nonché le basi dei due campanili di cui il destro fu completato nel 1850, mentre il sinistro è a tutt'oggi incompiuto.
Nel 1912 viene completato il transetto e nel 1927 viene demolita l'abside romanica e viene realizzato il tamburo della cupola. Nel 1930 fu completata la pavimentazione del presbiterio e collocato l'altare maggiore. Nel 1933 la chiesa viene consacrata. Nel 1951 furono realizzate le decorazioni interne raffiguranti i quattro evangelisti e san Pietro sulla parete di fondo del presbiterio.
Nella cattedrale sono custoditi capitelli provenienti da Neapolis e recuperati dalla demolizione dell'abside della precedente cattedrale del 1144. Sono inoltre conservati il fonte battesimale del 1626, il pulpito ligneo del XVII secolo ed una preziosissima croce argentea spagnola.
Risalgono al XVII anche le statue lignee di san Pietro, della Madonna del Rosario e della Madonna del Rimedio.

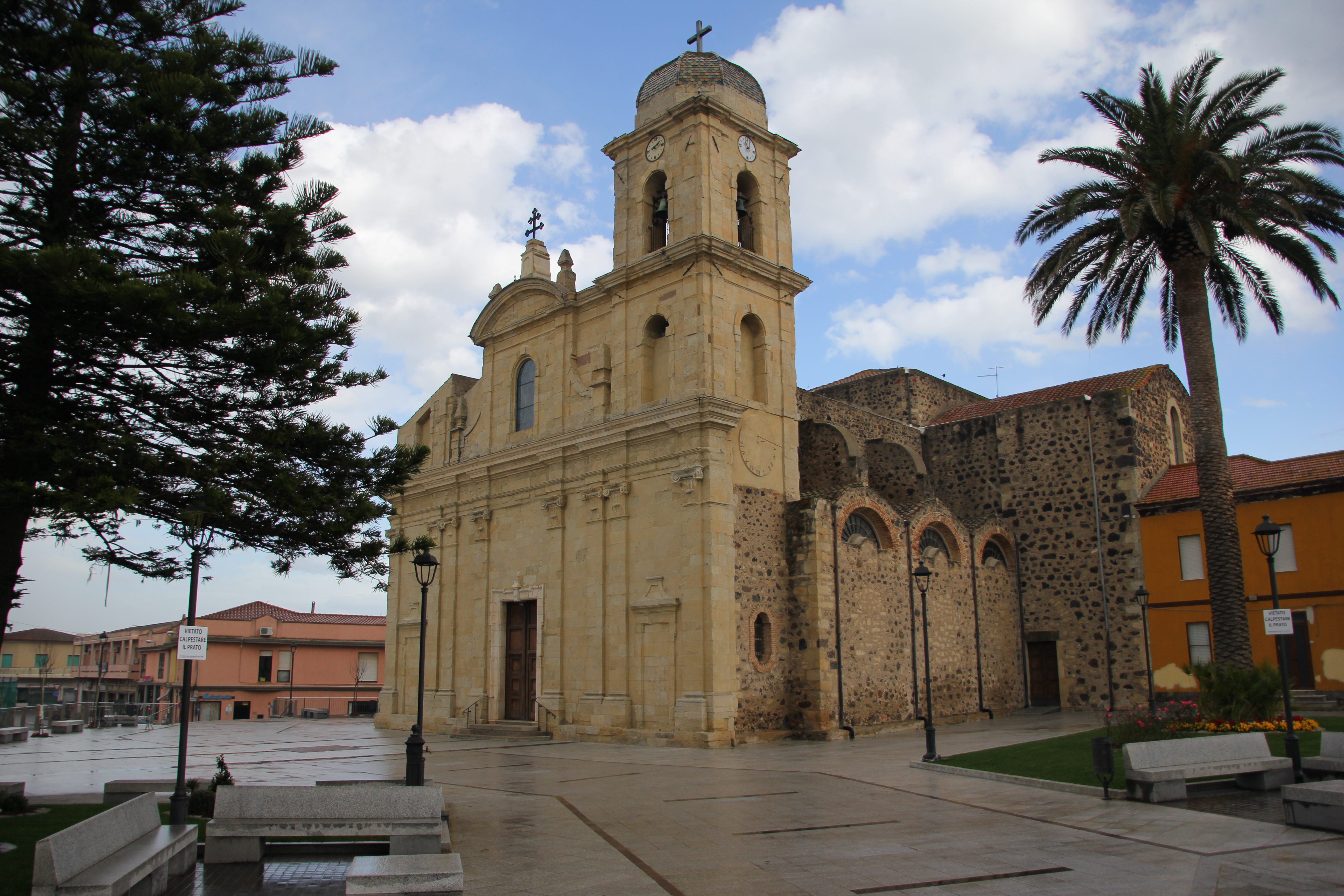